# Dorfkirche Groß Luja

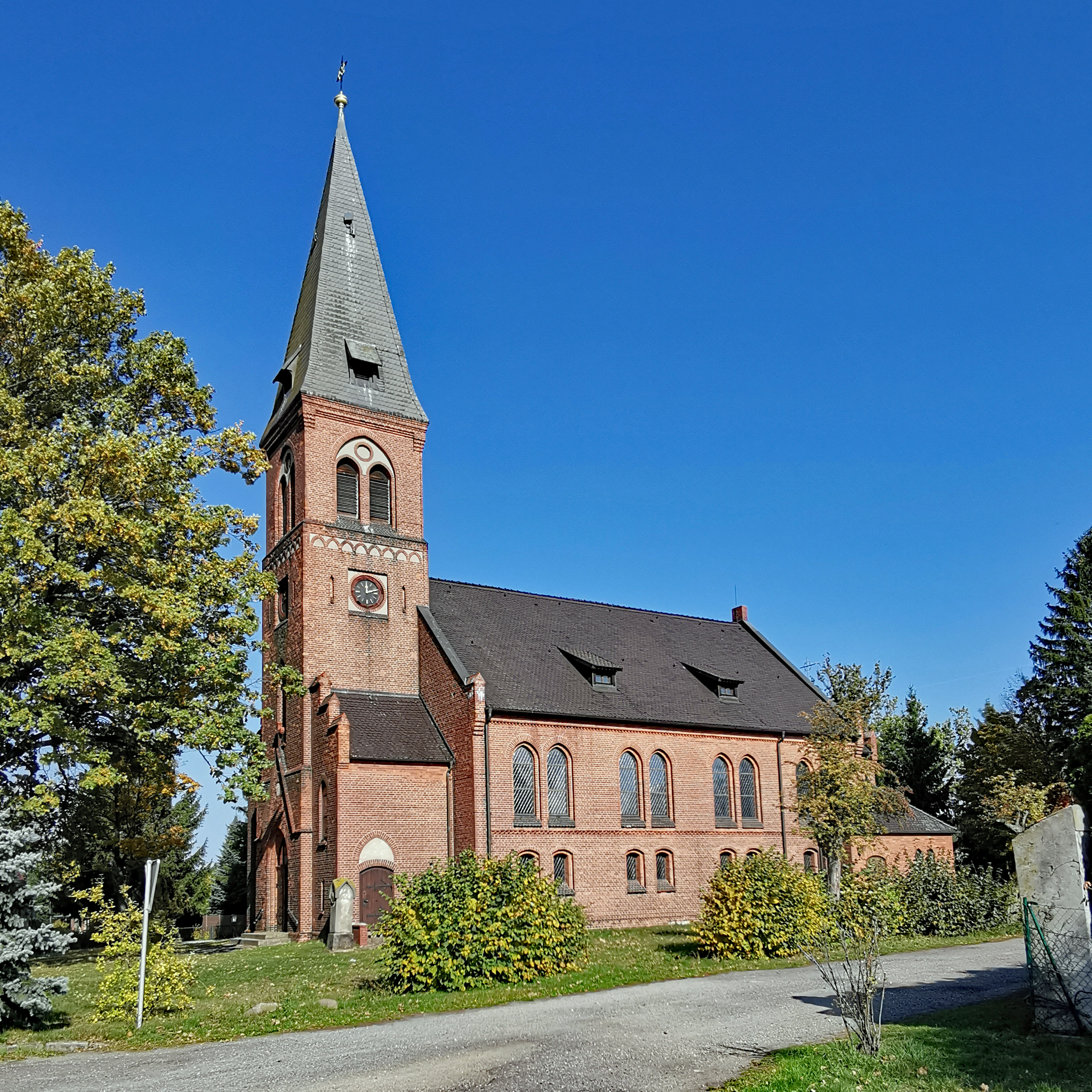
Dorfkirche Groß Luja (2019)

Die Dorfkirche Groß Luja ist das Kirchengebäude in dem zur Stadt Spremberg gehörenden Ortsteil Groß Luja im Landkreis Spree-Neiße in Brandenburg. Sie gehört zur evangelischen Gesamtkirchengemeinde Spree-Malxe-Tal im Kirchenkreis Cottbus, der Teil der Evangelischen Kirche Berlin-Brandenburg-schlesische Oberlausitz ist. Die Kirche steht unter Denkmalschutz.

## Architektur und Geschichte
Die Groß Lujaer Kirche wurde in den Jahren 1898 und 1899 gebaut und ist eine neugotische Saalkirche aus Backstein. Der Saal endet mit einem rechteckigen Chor, im nordöstlichen Teil befindet sich die Sakristei. An der Westwand befindet sich der quadratische Kirchturm, auf diesem befindet sich ein sogenannter Spitzhelm. Im unteren Bereich des Turmes liegt das Portal zur Kirche mit seitlichen Vorhallen. Im Inneren verfügt die Kirche über eine Hufeisenempore, die Ausstattung stammt aus der Bauzeit. Die Orgel kommt aus der Werkstatt des Orgelbauers Wilhelm Sauer. Zwischen 1991 und 1994 wurde die Dorfkirche Groß Luja umfassenden Instandsetzungsarbeiten unterzogen.

## Kirchengemeinde
Nach Groß Luja sind die Nachbardörfer Bagenz, Klein Loitz und Türkendorf eingepfarrt. In den 1880er Jahren wurden in der Kirche Gottesdienste sowohl in deutscher als auch in sorbischer Sprache gehalten. Die frühere Kirchengemeinde Groß Luja gehörte zum Kirchenkreis Spremberg in der Evangelischen Landeskirche der älteren Provinzen Preußens und nach deren Zerfall im Jahr 1945 zur Evangelischen Kirche von Berlin-Brandenburg. Am 1. Juli 1998 fusionierte der Kirchenkreis Spremberg mit dem Kirchenkreis Senftenberg zum Kirchenkreis Senftenberg-Spremberg.
2004 schlossen sich die Evangelischen Kirchen von Berlin-Brandenburg und der Schlesischen Oberlausitz zur Evangelischen Kirche Berlin-Brandenburg-schlesische Oberlausitz zusammen. Am 1. April 2019 wurde die Kirchengemeinde Groß Luja mit der Kirchengemeinde Graustein zusammengelegt. Seit der Auflösung des Kirchenkreises Senftenberg-Spremberg am 1. Januar 2020 gehört die Kirchengemeinde Groß Luja zum Kirchenkreis Cottbus. Die Kirchengemeinde Groß Luja-Graustein schloss sich zum 1. Januar 2024 mit drei weiteren Kirchengemeinden zur Gesamtkirchengemeinde Spree-Malxe-Tal zusammen.